# あさぐも (護衛艦)
あさぐも（JDS Asagumo, DD-115、ASU-7018）は、海上自衛隊の護衛艦。やまぐも型護衛艦の3番艦。艦名は「朝方､空にたなびく雲」に由来し、日本の艦艇としては旧海軍朝潮型駆逐艦5番艦「朝雲」続き2代目。

## 艦歴
「あさぐも」は、第2次防衛力整備計画に基づく昭和39度計画2,000トン型警備艦2203号艦として、舞鶴重工業舞鶴造船所で1965年6月24日に起工され、1966年11月25日に進水、1967年8月29日に就役し、第2護衛隊群第21護衛隊に編入され佐世保に配備された。
1972年11月25日、第2護衛隊群隷下に第23護衛隊が新編され、同日付で就役した「あおくも」とともに編入。
1982年3月27日、第3護衛隊群第21護衛隊に編入。同年、遠洋練習航海に参加。
1987年2月20日、第21護衛隊が佐世保地方隊隷下に編成替え。
1991年3月15日、呉地方隊第22護衛隊に編入され、定係港も呉に転籍。
1993年10月18日、特務艦に種別変更され、艦籍番号がASU-7018に変更。第1潜水隊群に直轄艦として編入された。なお、特務艦への改造工事で左舷中部に訓練魚雷用の揚収施設が設置された。

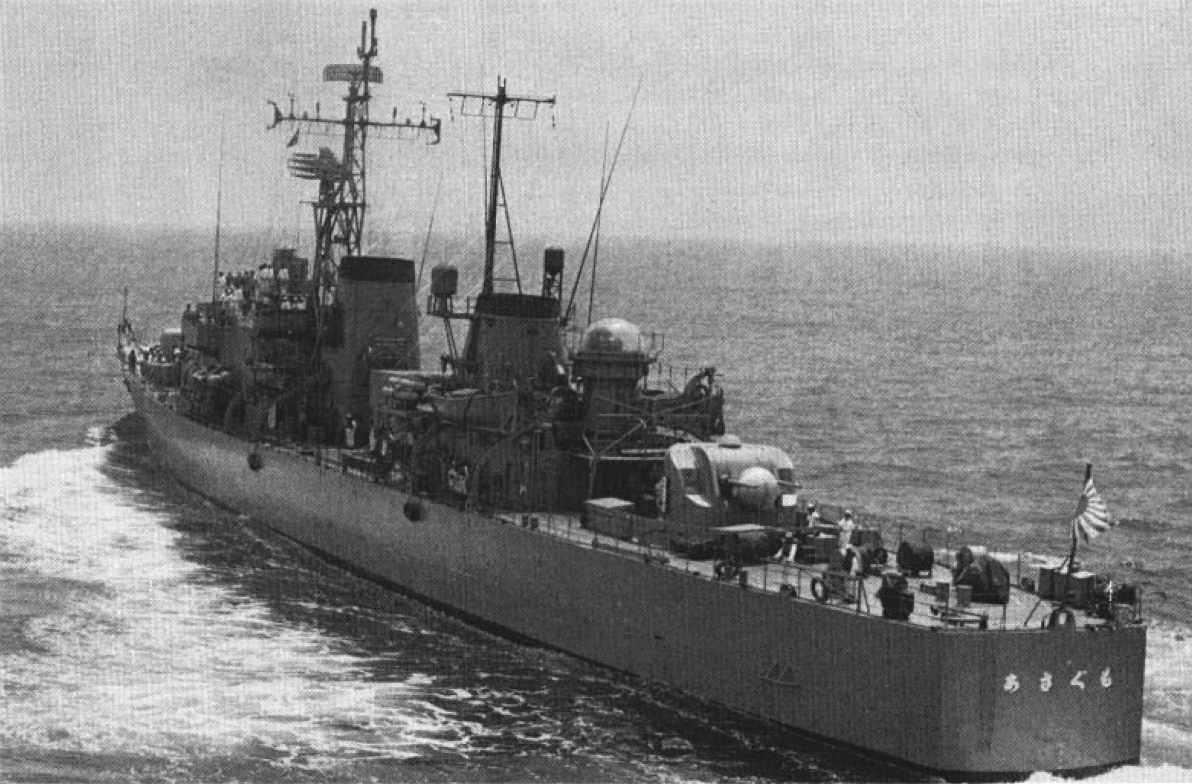
1974年頃

1998年3月24日、除籍。